# المعهد الفلسطيني لحقوق الإنسان
المعهد الفلسطيني لحقوق الإنسان، مبادرة شبابية من محامين ونشطاء حقوق الإنسان من مختلف المدن الفلسطينية أنشأ في الأراضي الفلسطينية المحتلة بتاريخ 11 أبريل 2011 بوصفه منظمة غير حكومية ومستقلة تعمل على تعليم حقوق الإنسان، وإرساء مبادئ الديمقراطية والعدالة ونشر وتعزيز ثقافة حقوق الإنسان لدى مختلف قطاعات المجتمع الفلسطيني كما نصت عليها المواثيق الدولية والإقليمية والمحلية، بالإضافة لدعم أساليب الرقابة والحماية من انتهاكات حقوق الإنسان باستخدام آليات الحماية لحقوق الإنسان، وتفعيل العمل الحقوقي على المستوى الدولي خاصة لدى هيئات وأجسام الأمم المتحدة المختلفة والمنظمات الدولية ذات العلاقة.

## رؤية المعهد
يتطلع المعهد لمجتمع مدني واعي بحقوقه وواجباته، يؤمن بحقوق الإنسان فكراً ومنهجاً ويدرك بأن تعليم حقوق الإنسان عنصر أساسي لتحقيق التنمية والازدهار في كافة المجالات، مجتمع تحترم فيه قدسية الكرامة الإنسانية وتسوده العدالة والمساواة دون تمييز بسبب العرق أو الدين أو الجنس أو الفكر والمعتقد.

## رسالة المعهد
يسعى المعهد لتعليم حقوق الإنسان لجميع فئات المجتمع المحلي ونشر وتطوير ثقافة المعرفة والوعي بهذه الحقوق لجميع الفئات المهمشة وإدماج معايير حقوق الإنسان ومبادئها في الحياة المدنية والسياسية وفي المنظومة الاجتماعية والثقافية الفلسطينية، بالإضافة إلى تعزيز احترام وحماية حقوق الإنسان والحريات الأساسية وتفعيل سبل الدفاع عنها باستخدام كافة الآليات المتاحة على المستوى المحلي والدولي بما يسهم في مواجهة الانتهاكات وتحسين واقع حقوق الإنسان في الأراضي الفلسطينية المحتلة.

## أهداف المعهد
1- توعية وتدريب فئات المجتمع الفلسطيني المختلفة على حقوق الإنسان وآليات حمايتها.
2- تعزيز المنهج التعليمي لحقوق الإنسان في المجتمع الفلسطيني من خلال إطلاق برامج تعليمية تحاكي التطورات الحاصلة في منظومة حقوق الإنسان الدولية.
3- تعزيز البحث العلمي في مجالات حقوق الإنسان من خلال إعداد وإصدار أبحاث ودراسات وتقارير حقوقية وغيرها من الإصدارات حول حقوق الإنسان عامة وفي الأراضي الفلسطينية المحتلة بصفة خاصة، وتسخيرها لخدمة الباحثين والاكاديمين والطلبة وغيرهم.
4- رصد وتوثيق أوضاع حقوق الإنسان في الأراضي الفلسطينية المحتلة وتيسير تبادل المعلومات المتعلقة بحقوق الإنسان على المستوى المحلي والدولي.
5- تقديم الدعم القانوني للفئات المهمشة وضحايا انتهاكات حقوق الإنسان.
6- تطوير سبل التواصل البناء والرقابة على قضايا حقوق الإنسان مع السلطات التشريعية والقضائية والتنفيذية الفلسطينية.
7- تطوير مساقات حقوق الإنسان المعتمدة في الجامعات والمدارس والمعاهد الأكاديمية والتعليمية والتربوية المختلفة بما يجاري التطورات والمستجدات المتعلقة بمواضيع حقوق الإنسان.
8- تدعيم قدرات منظمات حقوق الإنسان ومنظمات المجتمع المدني.
9- دعم قضايا المرأة والطفل والحق في التنمية في الأراضي الفلسطينية المحتلة.
10 - تطوير دور الإعلام في نشر ثقافة حقوق الإنسان.

## الهيكل التنظيمي
يتكون المعهد من أربعة أجسام تنظيمية تمارس مهامها وفق أحكام قانون الجمعيات والهيئات المحلية رقم 4 لعام 2000 ومواد النظام الأساسي للمعهد وهي على النحو التالي :-
- الهيئة العامة:-وهي أعلى جسم في المعهد وتتكون من أعضاء لا يقل عددهم عن (20) عضو من كلا الجنسين، يعتبر أعضائها من النخب الشبابية المثقفة والفاعلة في المجتمع المحلي، تتنوع تخصصات أعضاء الهيئة العامة لتشمل كافة مجالات العلوم الإنسانية والاجتماعية، كما تمارس الهيئة العامة صلاحياتها وفق القانون بكل مهنية وشفافية.
- مجلس الإدارة:-يتكون مجلس إدارة المعهد من تسعة أعضاء فاعلين في مجال حقوق الإنسان على المستوى المحلي والدولي، يمتلكون خبرات واسعة في مجال العمل الحقوقي مستوحاة من شغلهم لمناصب هامة في أبرز المؤسسات الوطنية وغير الحكومية العاملة في مجال القانون وحقوق الإنسان والعمل الشبابي وقطاع المرأة والطفل والإعلام.
- الإدارة التنفيذية :- سيعمل مجلس الإدارة في السنة الأولى على تعيين هيئة تنفيذية ذات كفاءة وخبرات إدارية متميزة وفكر خلاق وإلمام واسع بالعمل الحقوقي والمؤسساتي في الأراضي الفلسطينية المحتلة، سيكون التركيز في البداية على تعيين مدير تنفيذي ينظم عمل وحدات المعهد المختلفة ويشرف على الموظفين العاملين فيها وذلك حسب الاحتياجات المطلوبة والتي تتناسب مع الإمكانيات المادية واللوجستية المتاحة للمعهد، تتولى الهيئة الإدارية إدارة المعهد وتنفيذ برامجه ونشاطاته وفق خطوط العمل الواردة في الخطة الإستراتيجية بما يؤدي لتحقيق أهداف المعهد السامية.
- المجلس الاستشاري:-سيعمل المعهد خلال السنة الأولى على تشكيل مجلس استشاري لا يقل عدد أعضائه عن 10 أشخاص من الأكاديميين والخبراء في القوانين المحلية والقوانين الدولية كالقانون الدولي الإنساني والقانون الدولي لحقوق الإنسان والاتفاقيات والصكوك الدولية ذات العلاقة وكافة مجالات حقوق الإنسان بما في ذلك قضايا المرأة، الطفل، الشباب، الأشخاص ذوي الإعاقة، التنمية، العلوم الأكاديمية، الإعلام، إضافة للخبرات في مختلف المواضيع السياسية والمدنية، الاجتماعية والاقتصادية والثقافية داخل المجتمعات وغيرها، يتم اختيار هذه الهيئة من خبراء محليين وخارجيين عرب وأجانب وتوكل إليهم مهمة هذه تقديم الاستشارات والإرشادات اللازمة للمعهد بما ينظم مساراته المختلفة ويحدد أولويات وينسق برامجه لتحقيق أهدافه على أسس علمية وتخطيطية.

## وحدات المعهد
يتكون المعهد من ستة وحدات عمل وذلك على النحو التالي :-
- التوعية والتدريب :-تتولى هذه الوحدة تنفيذ ومتابعة البرامج التعليمية والتدريبية على حقوق الإنسان والموجهة إلى أعضاء منظمات حقوق الإنسان بما فيها المنظمات العاملة في مجال حقوق المرأة والطفل والتنمية، وفئات أخرى من المستفيدين مثل المحامين والصحفيين والقضاة ووكلاء النيابة، كذلك طلبة المدارس والجامعات.
- الدراسات والمعلومات :-ستعمل هذه الوحدة على إعداد مجموعة من الكتب والدراسات والأبحاث والدوريات والمطبوعات المختلفة في مجال حقوق الإنسان وتسليط الضوء على الانتهاكات الجسيمة والمنظمة لحقوق الإنسان الواقعة في الأراضي الفلسطينية، حيث ستطلق هذه الوحدة وتتابع العديد من البرامج والمشاريع البحثية الهادفة لتعزيز سبل البحث العلمي في كافة المجالات الحقوقية كما ستعمل على إعداد وإصدار التقارير الدورية للجهات الدولية المعنية وكذلك الجهات المحلية ذات العلاقة لإحداث ضغط باتجاه إنهاء تلك الانتهاكات، إضافة لإنشاء مكتبة علمية تحتوي على مراجع ومصادر ومواد متعلقة بحقوق الإنسان، تهدف إلى مساعدة الباحثين على التواصل المستمر مع التطورات والمستجدات المتعلقة بحقوق الإنسان.
- لمساعدة القانونية :-ستعمل هذه الوحدة على تقديم النصح والتوجيه والإرشاد القانوني لضحايا انتهاكات حقوق الإنسان ومساعدتهم في اتخاذ الإجراءات اللازمة للدفاع عن حقوقهم، كما ستوجه هذه الوحدة وتتعاون مع جميع المؤسسات والتجمعات العاملة في مجال حقوق الإنسان من أجل الدفاع عن الفئات المستهدفة لديهم، إضافة ذلك ستقوم الوحدة بتنظيم المرافعات في قضايا حقوق الإنسان على المستوى المحلي والدولي، كما ستعمل هذه الوحدة بشكل أساسي على تفعيل استخدام جميع آليات حماية حقوق الإنسان المتاحة على المستوى المحلي والإقليمي والدولي خاصة الآليات التعاقدية وغير التعاقدية والعمل مع أجهزة الأمم المتحدة المعنية بحقوق الإنسان.
- الرقابة والمناصرة :-سيقوم هذا الفريق بمراجعة القوانين والتشريعات المحلية وتحليلها ونقاشها، والرقابة على تنفيذها داخل أجهزة السلطة الوطنية المختصة، كذلك مدى توافقها مع المواثيق الدولية، وتفعيل انضمام السلطة الوطنية ومصادقتها على المواثيق والاتفاقيات الدولية، كما ستعمل الوحدة على إطلاق حملات حقوقية وأنشطة متنوعة على المستوى المحلي والدولي والتي من شأنها تحسين واقع حقوق الإنسان في الأراضي المحتلة ودعم الفئات المجتمعية المهمشة، كذلك دعم جهود المؤسسات الحكومية في تحقيق هذه الأهداف بما فيها التنمية الشاملة لقطاعات المجتمع المختلفة.
- التطوير الأكاديمي:-ستعمل هذه الوحدة على تطوير مساقات حقوق الإنسان في الجامعات الفلسطينية بما يتلاءم مع التطورات الدولية الحاصلة بهذا المجال، إضافة للقيام بأنشطة مشتركة مع الجامعات والمعاهد من دورات وبرامج عملية وورشات عمل ومسابقات حقوقية من شأنها تثقيف طلبة القانون وحقوق الإنسان ومن ثم تنمية قدراتهم ومهاراتهم القانونية في التوثيق والدفاع والحماية والمناصرة بقضايا حقوق الإنسان، كما ستعمل الوحدة على تطوير المنظومة الحقوقية في فلسطين من خلال إطلاق برامج ومشاريع مشتركة مع الجامعات ومعاهد البحوث والجهات الأكاديمية الدولية كالمنح الدراسية، الدورات والمؤتمرات الدولية، مشاريع التوأمة والتبادل العلمي وغير ذلك.
- وحدة الشؤون الإدارية والمالية:-وهي وحدة تنفيذية تتكون من مدير ومسئولين لوحدات العمل بالإضافة لقسم العلاقات العامة والشؤون المالية يتم تعيينهم وفق مقتضيات الحال وإمكانيات المعهد المادية واللوجستية